# Droit bourgeois
Pour les articles homonymes, voir Droit (homonymie).
Le droit bourgeois (en allemand : Bürgerliche Gesellschaft) est un concept de théorie marxiste qui renvoie à l'ensemble des règles sociales (le droit) conçues dans le cadre de la société civile capitaliste. Originellement hégélien, le concept est repris par les marxistes pour désigner le droit conçu par et à l'avantage de la bourgeoisie. Le concept de droit bourgeois a permis une remise en question du droit tel qu'il existe dans les sociétés capitalistes.

## Concept philosophique

### Chez Hegel
Georg Wilhelm Friedrich Hegel introduit le concept de droit bourgeois à la philosophie. Il désigne par là le droit de la société civile bourgeoise, qui correspond à la sphère de la vie humaine où l'intérêt propre et l'échange marchands dominent l'activité des hommes. Il s'agit par conséquent d'un droit marqué par les préoccupations des marchands des bourgs, par rapport au droit des paysans.

### Chez Marx
Dans le marxisme, le droit bourgeois renvoie à l'ensemble des règles de droit conçues à l'avantage de la bourgeoisie pour assurer sa domination. Il repose sur les deux piliers du capitalisme que sont la propriété privée et l'échange de marchandises, c'est-à-dire sur le capital. Ce dernier n'est pas tant une accumulation de travail sous la forme d'épargne qu'un ensemble de rapports sociaux.
Aux yeux de Marx, les travailleurs resteront soumis aux logiques du capital tant qu'ils ne sortent pas de la logique du droit bourgeois, qui présuppose l'inégalité entre les hommes. Le droit bourgeois soutient qu'il est égalitaire car il donne la même chose à chacun, alors que chacun a des besoins différents. Le droit d'égalité est ainsi un droit bourgeois. Ce droit, qui est censé affermir l'égalité entre tous, « est ici encore, d'après son principe même, le droit bourgeois ». Ainsi, comme il l'explique dans les Gloses marginales au programme du Parti ouvrier allemand, en réclamant l'égalité dans la distribution des revenus du travail, les travailleurs ne comprennent pas qu'ils se maintiennent dans la logique capitaliste.

## Application dans la théorie du Droit

### Chez Carl Schmitt
Le juriste nazi Carl Schmitt exprime que le Droit Bourgeois a conduit a une codification stricte du concept de constitution pendant plusieurs siècles dans la pensée juridique, induisant par conséquent une croyance infaillible en la structure de l'Etat et en la figure du législateur, à l'avantage donc de la bourgeoisie lorsqu'elle occupait les fonctions de l'Etat, comme en France après la Révolution de 1789. Toutefois, cet avantage ne prend pas place dans le domaine économique, comme l'indique Marx pourtant dans sa théorie, Schmitt soulignant que cet avantage prenait place dans le champ institutionnel, étatique.